# Renata Altová
Renata Altová (v Německu známá jako Renata Alt; * 27. srpna 1965, Skalica, Československo) je německá politička, členka Svobodné demokratické strany, od října 2017 poslankyně Německého spolkového sněmu (německy Mitgliederin des Deutschen Bundestages – MdB). V Bundestagu působila jako členka jeho zahraničního výboru, byla zpravodajkou podvýboru pro střední a východní Evropu a předsedkyní parlamentní skupiny „Německo – Česko – Slovensko – Maďarsko“, která zodpovídá za kontakty německých poslanců s kolegy z Prahy, Bratislavy a Budapešti.

## Stručný životopis
Renata Altová se narodila ve Skalici, západoslovenském okresním městě v Trnavském kraji. Po maturitě v roce 1983 studovala chemii na Slovenské technické univerzitě v Bratislavě. Po úspěšném ukončení vysokoškolských studií pracovala v podniku zahraničního obchodu Technopol. V roce 1991 nastoupila na tehdejší československé ministerstvo zahraničního obchodu v Praze do oddělení, zabývajícího se vztahy s Evropským hospodářským společenstvím, předchůdcem Evropské unie. V roce 1992, ještě před rozdělením země, byla ministerstvem zahraničního obchodu vyslána jako obchodní atašé na československý (později slovenský) generální konzulát do Mnichova a v Německu už zůstala.
V roce 2000 získala Renata Altová německé občanství. V roce 2009 vstoupila do Svobodné demokratické strany (FDP), od roku 2014 je členkou okresního výboru FDP v zemském okrese Esslingen a od roku 2015 je členkou výkonného výboru FDP ve spolkové zemi Bádensko-Württembersko. V roce 2017 Renata Altová kandidovala za volební obvod Nürtingen do Německého spolkového sněmu a po volbách, které se konaly 24. září 2017, se stala členkou 19. Spolkového sněmu.
Renata Altová je vdaná, s manželem žije ve městě Kirchheim unter Teck v zemském okrese Esslingen, které se nachází zhruba 25 km jihovýchodně od Stuttgartu.
Během návštěvy Prahy v listopadu 2018 jednala Renata Altová s premiérem Andrejem Babišem o některých česko-německých otázkách.